# Parathesis pipolyana
Parathesis pipolyana là một loài thực vật có hoa trong họ Anh thảo. Loài này được Ricketson mô tả khoa học đầu tiên năm 2003.